# Neemias Queta
Neemias Esdras Barbosa Queta (Barreiro, 13 luglio 1999) è un cestista portoghese.

## Carriera
È stato selezionato dai Sacramento Kings al secondo giro del Draft NBA 2021 (39ª scelta assoluta).

## Statistiche

### NCAA
| Anno      | Squadra         | PG | PT | MP   | TC%  | 3P%  | TL%  | RP   | AP  | PRP | SP  | PP   |
| --------- | --------------- | -- | -- | ---- | ---- | ---- | ---- | ---- | --- | --- | --- | ---- |
| 2018-2019 | Utah St. Aggies | 35 | 35 | 27,1 | 61,4 | 40,0 | 56,5 | 8,9  | 1,6 | 0,7 | 2,4 | 11,8 |
| 2019-2020 | Utah St. Aggies | 22 | 20 | 26,8 | 62,4 | 100  | 67,0 | 7,8  | 1,9 | 0,4 | 1,7 | 13,0 |
| 2020-2021 | Utah St. Aggies | 29 | 29 | 30,0 | 55,9 | 0,0  | 70,7 | 10,1 | 2,7 | 1,1 | 3,3 | 14,9 |
| Carriera  | Carriera        | 86 | 84 | 28,0 | 59,4 | 37,5 | 64,6 | 9,0  | 2,0 | 0,7 | 2,5 | 13,2 |

#### Massimi in carriera
- Massimo di punti: 32 vs Boise State (17 febbraio 2021)[1]
- Massimo di rimbalzi: 19 vs California-Irvine (1º dicembre 2018)
- Massimo di assist: 6 (4 volte)
- Massimo di palle rubate: 4 vs Brigham Young (5 dicembre 2020)
- Massimo di stoppate: 9 vs Colorado State (12 marzo 2021)
- Massimo di minuti giocati: 40 vs Texas Tech (19 marzo 2021)

### NBA

#### Regular Season
| Anno       | Squadra          | PG  | PT | MP   | TC%  | 3P% | TL%  | RP  | AP  | PRP | SP  | PP  |
| ---------- | ---------------- | --- | -- | ---- | ---- | --- | ---- | --- | --- | --- | --- | --- |
| 2021-2022  | Sacramento Kings | 15  | 0  | 8,0  | 44,7 | -   | 64,7 | 2,1 | 0,4 | 0,1 | 0,5 | 3,0 |
| 2022-2023  | Sacramento Kings | 5   | 0  | 5,8  | 66,7 | -   | 0,0  | 2,2 | 0,2 | 0,0 | 0,4 | 2,4 |
| 2023-2024† | Boston Celtics   | 28  | 0  | 11,9 | 64,4 | -   | 71,4 | 4,4 | 0,7 | 0,5 | 0,8 | 5,5 |
| 2024-2025  | Boston Celtics   | 62  | 6  | 13,9 | 65,0 | 0,0 | 75,4 | 3,8 | 0,7 | 0,3 | 0,7 | 5,0 |
| Carriera   | Carriera         | 110 | 6  | 12,2 | 62,7 | 0,0 | 71,3 | 3,6 | 0,7 | 0,3 | 0,7 | 4,7 |

#### Playoffs
| Anno     | Squadra        | PG | PT | MP  | TC%  | 3P% | TL% | RP  | AP  | PRP | SP  | PP  |
| -------- | -------------- | -- | -- | --- | ---- | --- | --- | --- | --- | --- | --- | --- |
| 2024†    | Boston Celtics | 3  | 0  | 4,3 | 66,7 | -   | -   | 1,0 | 0,0 | 0,0 | 0,3 | 1,3 |
| 2025     | Boston Celtics | 4  | 0  | 3,3 | 83,3 | -   | -   | 0,5 | 0,5 | 0,3 | 0,0 | 2,5 |
| Carriera | Carriera       | 7  | 0  | 3,7 | 77,8 | -   | -   | 0,7 | 0,3 | 0,1 | 0,1 | 2,0 |

#### Massimi in carriera
- Massimo di punti: 14 vs Los Angeles Clippers (23 dicembre 2023)[2]
- Massimo di rimbalzi: 12 vs Los Angeles Clippers (23 dicembre 2023)
- Massimo di assist: 3 vs Los Angeles Clippers (23 dicembre 2023)
- Massimo di palle rubate: 2 vs Memphis Grizzlies (4 febbraio 2024)
- Massimo di stoppate: 3 vs Orlando Magic (15 dicembre 2023)
- Massimo di minuti giocati: 24 vs Cleveland Cavaliers (10 gennaio 2022)

### NBA G-League
| Anno      | Squadra        | PG | PT | MP   | TC%  | 3P%  | TL%  | RP  | AP  | PRP | SP  | PP   |
| --------- | -------------- | -- | -- | ---- | ---- | ---- | ---- | --- | --- | --- | --- | ---- |
| 2021-2022 | Stockton Kings | 25 | 25 | 27,7 | 59,4 | 0,0  | 66,2 | 8,5 | 1,4 | 0,8 | 2,0 | 16,0 |
| 2022-2023 | Stockton Kings | 43 | 43 | 28,8 | 68,1 | 18,8 | 70,3 | 8,7 | 2,8 | 0,9 | 2,0 | 17,7 |
| 2023-2024 | Maine Celtics  | 11 | 8  | 20,9 | 64,9 | -    | 75,0 | 7,7 | 2,8 | 0,9 | 1,8 | 13,5 |
| Carriera  | Carriera       | 79 | 76 | 27,4 | 64,9 | 15,8 | 69,4 | 8,5 | 2,4 | 0,9 | 2,0 | 16,6 |

## Palmarès
- Campionato NBA: 1

Boston Celtics: 2024